# 雅尼纳·费特林斯卡

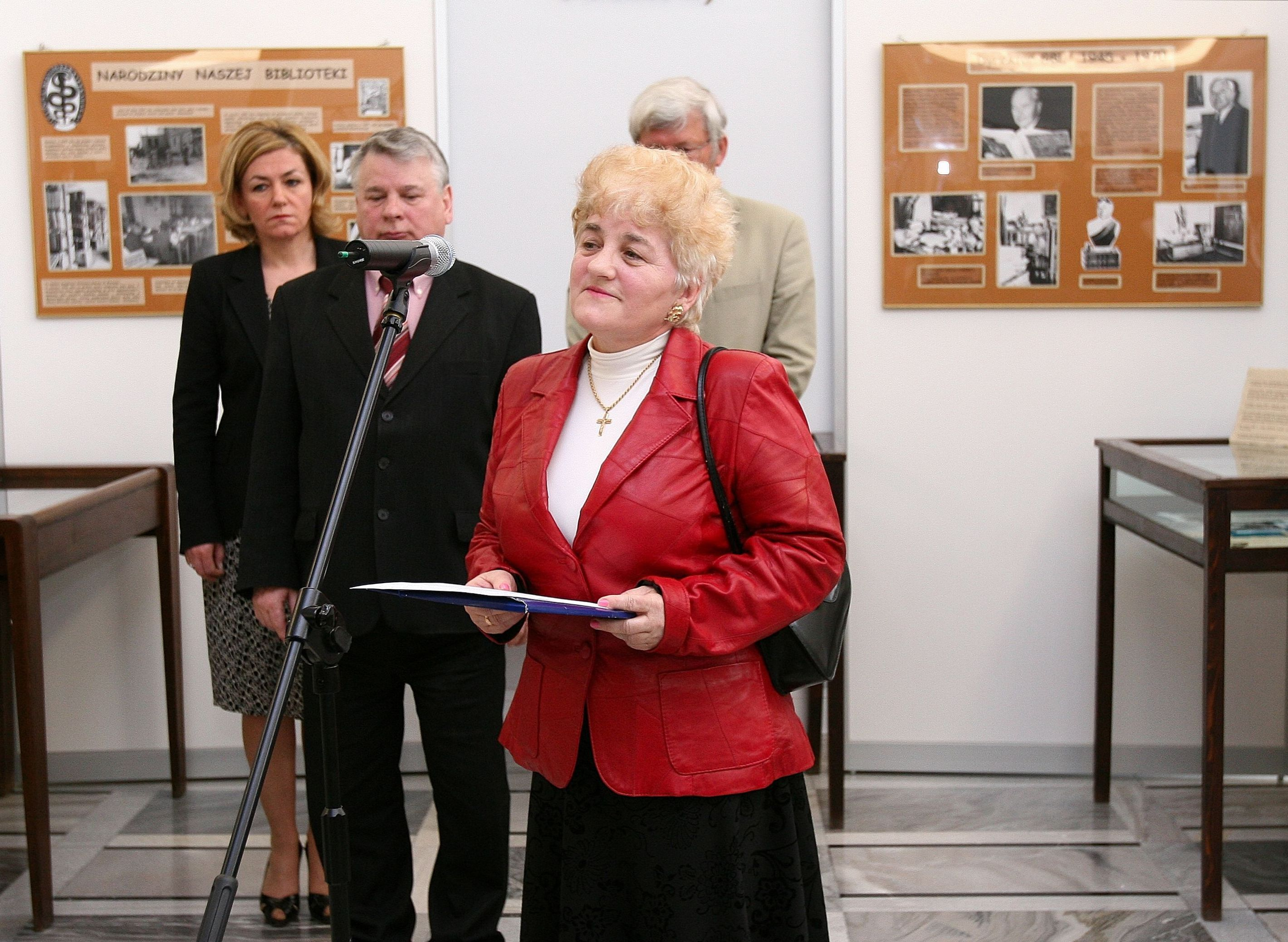
雅尼纳·费特林斯卡（中），於2008年

雅尼納·費特林斯卡（Janina Fetlińska，1952年6月14日—2010年4月10日），已故波蘭政治人物，是代表法律與公正黨的波蘭參議院議員，同時也是一名護士。

## 生平
1977年她從盧布林醫科大學護理系畢業。
1977年到1991年，她擔任切哈努夫區域中心衛生人力資源區域醫院的負責人，1998年，她在同一個城市擔任本組織健康的區域中心主任。
2005年當選波蘭參議院議員，2007年連任。
2010年4月10日，在随总统萊赫·卡欽斯基前往俄罗斯参加卡廷惨案70周年纪念活动时，因所乘坐的图-154客机失事而身亡。
2010年4月16日，她在逝世後獲追贈波蘭復興勳章。2010年4月17日，追贈共和國童軍協會的榮譽十字。